# Acontia acerba
Acontia acerba là một loài bướm đêm trong họ Noctuidae.